# Shin Megami Tensei if...
Shin Megami Tensei If... es un videojuego de rol japonés desarrollado y publicado por Atlus en 1994 para Super Famicom. Es un spin-off de la serie Shin Megami Tensei, en sí misma parte de la franquicia más grande de Megami Tensei. Desde su lanzamiento, se ha portado a dispositivos móviles, PlayStation y Microsoft Windows, y se ha relanzado digitalmente a través del servicio de consola virtual de Nintendo. La historia sigue a un estudiante de la escuela secundaria Karukozaka después de que su escuela es absorbida por el reino de los demonios por el hechizo de invocación de demonios de un estudiante vengativo que sale mal.
Shin Megami Tensei If... se desarrolló como un cambio de los títulos anteriores de Shin Megami Tensei, centrándose en un entorno y una amenaza a pequeña escala en lugar de un entorno a gran escala como en los títulos anteriores. Tras su lanzamiento, If... recibió una recepción positiva por parte de críticos y fans

## Jugabilidad
Una batalla, con el protagonista en conversación con un demonio en la versión de PlayStation.
Shin Megami Tensei If... es un videojuego de rol en el que los jugadores asumen el papel del protagonista (un niño o una niña sin nombre, que aparece en títulos posteriores de Megami Tensei como una niña llamada Tamaki Uchida). Como protagonista, el jugador explora tanto la escuela secundaria Karukozaka infestada de demonios como cinco torres basadas en los Siete Pecados Capitales. Durante el transcurso del juego, usando un dispositivo montado en la muñeca llamado COMP, el jugador lucha contra demonios a través de un sistema de batalla por turnos, usando ataques físicos y mágicos para infligir daño, así como también curando a los miembros del grupo y lanzando beneficios y dolencias de estado. en los enemigos.
Se puede hablar con los demonios en la batalla y reclutarlos si se inicia la conversación correcta. Una vez que sea parte del grupo del jugador, luchará junto a él. Además de los demonios estándar, el jugador puede aliarse con un compañero humano, con tres disponibles en el primer juego y un cuarto desbloqueado durante el segundo. Cuando el jugador o su compañero humano muere en la batalla, se les otorga un espíritu guardián, que los revive en el último punto de guardado y les enseña nuevas habilidades y altera las estadísticas del jugador. Las especialidades de The Guardian afectan la forma en que se cambian las estadísticas: una clasificación de poder más alta aumentará la fuerza del jugador, pero una magia más baja disminuirá su medidor de Puntos Mágicos. The Guardian cambia cada vez que el jugador muere.

## Sinopsis
En la escuela secundaria Karukozaka, el brillante estudiante acosado Ideo Hazama intenta convocar a un demonio de la Expansión para vengarse de sus torturadores. La convocatoria sale mal y Hazama es poseído por el demonio, declarándose a sí mismo como el "Emperador Demonio" y lanza la escuela al reino del demonio. El protagonista se encuentra entre los atrapados en la escuela, junto con sus compañeros Reiko Akanezawa, Yumi Shirakawa, Shinji "Charlie" Kuroi y Akira Miyamoto. Si el protagonista se pone del lado de Yumi o Shinji, navegarán por la escuela y las torres infestadas de demonios, y finalmente se enfrentarán y matarán a Hazama. En la ruta de Yumi, la escuela se restaura como si nada hubiera pasado, mientras que en la ruta de Shinji, la escuela y sus alumnos quedan atrapados en la Expansión. Si el Protagonista se alía con Reiko, entran en la mente del Emperador Demonio después de que es derrotado por primera vez y ven las motivaciones de Hazama para sus acciones. Reiko, la hermana de Hazama, lo calma y se queda con él en la Expansión mientras el protagonista es teletransportado de regreso al mundo humano y la escuela vuelve a la normalidad. En otra ruta desbloqueada en un segundo juego, el protagonista puede aliarse con Akira, quien busca venganza contra los demonios que absorbieron la escuela en el reino de los demonios. Viajando a la Tierra de Nomos, Akira es asesinado y poseído por el demonio Amon, quien después de derrotar a Hazama toma su lugar como el Emperador Demonio, enviando al protagonista de regreso solo al mundo humano.

## Desarrollo
Shin Megami Tensei If... se desarrolló como un derivado de la serie principal. Su alcance mundial se produjo porque el director del juego, Kouji Okada, sintió que había llegado al límite de lo que podía hacer con mundos a gran escala en los juegos anteriores de Shin Megami Tensei. El concepto principal era un escenario de escuela secundaria representado en tres dimensiones donde se abriría un portal al infierno, creando una aventura más autónoma. El modelado para la escuela secundaria Karukozaka se basó en imágenes del álbum escolar del escritor Ryutaro Ito, ya que no tenían otros recursos visuales.
El título provisional del proyecto era Shin Megami Tensei X. El sistema de socios se dividió en categorías principales y secundarias, con tres o cuatro personajes jugables disponibles. Se planeó la capacidad de los personajes secundarios en manejar COMP y necesitar ser rescatados, pero ambos fueron rechazados. El sistema Guardian fue diseñado por el futuro director de Megami Tensei, Katsura Hashino. La música del juego fue escrita por Tsukasa Masuko. Uno de los temas principales del juego, la canción de la escuela secundaria Karukozaka que se escucha durante el final, tenía la letra escrita por Ito, quien la basó en la letra de la canción de su propia escuela. Masuko no quedó impresionado cuando Ito pidió que se agregara la letra a la canción. Si bien solo se escucha una línea en el juego, Ito creó tres líneas. Se completó en un lapso de tiempo muy corto, tanto que en 2003 Okada describió más tarde el tiempo de desarrollo como "impensable" para cualquier desarrollador.
IFue diseñado para representar el tema principal de la serie de la reencarnación, que había estado marcadamente ausente en los títulos anteriores de Shin Megami Tensei, además de permitir a los jugadores seguir disfrutando del juego incluso después de que su grupo fuera derrotado. También actuó como un "bote salvavidas" para los jugadores que morían regularmente en la batalla.
Los nombres del elenco se extrajeron de múltiples fuentes ficticias y de la vida real. Los nombres de Yumi, Reiko y Shinji se inspiraron en los lanzadores del equipo de béisbol japonés Nippon-Ham Fighters. La transformación de Akira en Amon se inspiró en la transformación similar del personaje principal en el manga Devilman. El nombre de Akira también se tomó del personaje principal del manga. El apellido de Hazama está tomado del personaje principal del manga Black Jack. Su nombre de pila, Ideo, se basa en la palabra inglesa "ideología". Sato, miembro del club de computación de la escuela y el primero en presentar el Programa Devil Summoner, obtuvo su nombre del físico japonés Katsuhiko Sato. De manera similar, dos personajes secundarios relacionados con Shinji tomaron sus nombres de Ryuichi Sakamoto y Akiko Yano.
Los personajes fueron diseñados por el artista habitual de la serie Kazuma Kaneko. Más tarde diría que el juego es uno de sus favoritos, ya que le gusta la uniformidad de sus diseños y los temas narrativos con los que se puede relacionar.